# محمد عبد الحليم أبو غزالة
المشير / محمد عبد الحليم أبو غزالة (15 يناير 1930 - 6 سبتمبر 2008) قائد عسكري مصري، شغل منصب وزير دفاع مصر في أواخر عهد محمد أنور السادات وبداية عهد الرئيس السابق محمد حسني مبارك لعدة سنوات حتى سنة 1989، شارك في حرب أكتوبر 1973 قائدا لمدفعية الجيش الثاني.
ولد في الخامس عشر من يناير لعام 1930 في أسرة ريفية بقرية زهور الأمراء، مركز الدلنجات بمحافظة البحيرة، وبعد حصوله على شهادة الثانوية العامة التحق بالكلية الحربية وتخرج فيها سنة 1949. حصل على إجازة القادة للتشكيلات المدفعية من أكاديمية ستالين بالاتحاد السوفيتي سنة 1961. وهو أيضا خريج أكاديمية الحرب بأكاديمية ناصر العسكرية العليا بالقاهرة وحصل على درجة بكالوريوس التجارة وماجستير إدارة الأعمال من جامعة القاهرة.
تدرج في المواقع القيادية العسكرية، حتى عُيّن مديراً لإدارة المخابرات الحربية فوزيراً للدفاع والإنتاج الحربي وقائداً عاماً للقوات المسلحة سنة 1981، وتمت ترقيته إلى رتبة مشير سنة 1982، ثم أصبح نائبا لرئيس مجلس الوزراء ووزيراً للدفاع والإنتاج الحربي وقائدًا عاماً للقوات المسلحة منذ 1982 وحتى 1989 عندما أقيل من منصبه وعُيّن حينها مساعداً لرئيس الجمهورية.
شارك في ثورة 23 يوليو 1952 حيث كان من الضباط الأحرار، كما شارك في حرب 1948 وهو ما يزال طالبا بالكلية الحربية، وشارك في حرب السويس وحرب أكتوبر حيث كان قائدًا لمدفعية الجيش الثاني وكان أداؤه متميزاً. ولم يشارك في حرب 1967 حيث كان بالمنطقة الغربية وانقطع اتصاله بالقيادة وعاد ليفاجئ بالهزيمة.
حصل على العديد من الأوسمة والأنواط والميداليات والنياشين.

## إقالته
أقاله الرئيس المصري السابق محمد حسني مبارك من منصب وزير الدفاع سنة 1989، اعتبر الكثيرون القرار وقتها مفاجئاً وفسّره البعض على أن الغرض منه التخلص منه لتزايد شعبيته في الجيش وتخوّف مبارك من أن يقوم بانقلاب عسكري ضده، لكن المراقبين الغربيين يرون أن سبب إقالته هو تهريب أجزاء تستخدم في صناعة الصواريخ من الولايات المتحدة الأمريكية (مخالفاً بذلك قوانين حظر التصدير)  ومحاولات المسئولين للحصول على تكنولوجيا الصواريخ الأمريكية بطريقة غير شرعية وأما عن صلة أبو غزالة بهذا الملف إذ كشفت تقارير صحفية صدرت عام 1987 أغضبت الدول الغربية عن برنامج لتطوير صواريخ بعيدة المدى بين الأرجنتين والعراق ومصر باسم كوندور-2، خلفه في وزارة الدفاع الفريق أول يوسف صبري أبو طالب كمرحلة انتقالية حتى تم تعيين المشير طنطاوي.

## أهم إنجازاته

### دبابة الأبرامز
استطاع مراوغة الولايات المتحدة الأمريكية بمناقصة دولية أقيمت من أجل إدخال دبابة قتال رئيسة بالإضافة إلى نقل تكنولوجيا تلك الدبابة، لم تدخل الولايات المتحدة المناقصة حتى لا تدعم مصر بدبابة الأبرامز المتطورة على حساب حليفتها إسرائيل وظنّاً منها أن دول أوروبا لن تدعم مصر في امتلاك دبابة قوية، لكنها فوجئت بالعديد من الدول تسعى للفوز بالمناقصة ومنها بريطانيا ودبابتها تشالينجر، فقررت أن تعرض على مصر دبابة الأبرامز بنسبة إنتاج ومكوِن محلي محدودة على أن تزداد كلما تم تجديد التعاقد لزيادة العدد، قبلت مصر الصفقة وبهذا دخلت دبابة الأبرامز الأقوى عالميا بالخدمة بالجيش المصري.

### برنامج الصواريخ المصري
أسس برنامج سريا لصناعة الصواريخ الباليستية بالتعاون مع الأرجنتين وبدعم عراقي لمشروع برنامج صاروخ بدر 2000 (كوندور 2)، إلا أن المخابرات الأمريكية اكتشفت تهريب أجزاء تستخدم في صناعة الصواريخ من الولايات المتحدة الأمريكية (خلافاً لقوانين حظر التصدير) وحاول الحصول على برامج تكنولوجيا الصواريخ الأمريكية بطريقة غير شرعية 

## مؤلفاته
وهو بالإشارة إلى خبرته العسكرية موسوعة علمية متعددة المواهب، وله مؤلفات منها:
- وانطلقت المدافع عند الظهر.
- الحرب العراقية الإيرانية.
- القاموس العلمي في المصطلحات العسكرية.
- الاستراتيجية الحربية من وجهة نظر الاتحاد السوفيتي (ترجمة أبو غزالة)

## وفاته
توفي مساء يوم السبت 6 سبتمبر 2008 ميلادية الموافق 6 رمضان 1429 هـ في مستشفى الجلاء العسكري بمصر الجديدة عن عمر 78 عاما بعد صراع مع مرض سرطان الحنجرة.